# Кодо (Испания)
Кодо (на испански: Codo) е селище в североизточна Испания, част от провинция Сарагоса на автономната област Арагон. Населението му е около 198 души (2018).
Разположено е на 342 метра надморска височина в Арагонската равнина, на 4 километра североизточно от Белчите и на 38 километра югоизточно от Сарагоса. Селището се споменава за пръв път през 1224 година, когато става владение на цистерциански манастир, а до XVII век жителите му са главно мориски. През лятото на 1937 година, по време на Гражданската война то става сцена на ожесточени боеве, след които жителите му са изселени от фалангистите.

## Известни личности
Родени в Кодо
- Бенхамин Харнес (1888 – 1949), писател